# Libro de Habacuc

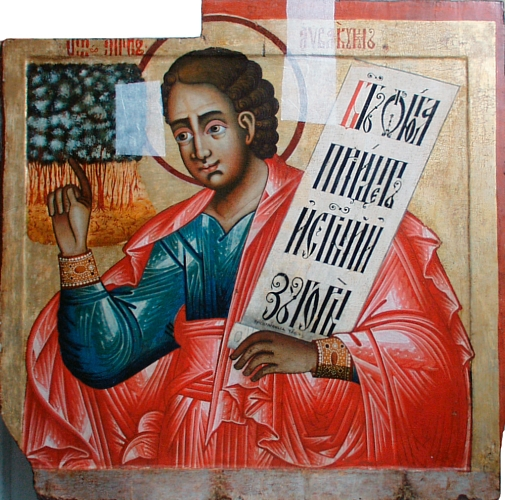
Un icono ruso del del profeta Habacuc.

El libro de Habacuc es el octavo libro de los 12 profetas menores de la Biblia. Es atribuido al profeta Habacuc, y fue compuesto probablemente a finales del siglo VII a. C.
De los tres capítulos del libro, los dos primeros son un diálogo entre Yahweh y el profeta. El mensaje central, que «el justo vivirá por su fe» (Habacuc 2:4), juega un papel importante en el pensamiento cristiano. Se utiliza en la epístola a los Romanos 1:17, epístola a los Gálatas 3:11 y la epístola a los Hebreos 10:38 como punto de partida del concepto de fe. Una copia de estos capítulos se incluye en el Comentario de Habacuc, que se encuentra entre los Rollos del Mar Muerto. El capítulo 3 puede ser un complemento independiente, ahora reconocido como una pieza litúrgica, pero posiblemente fue escrito por el mismo autor de los capítulos 1 y 2.

## Contexto
Se cree generalmente que el profeta Habacuc escribió su libro entre mediados y finales del siglo VII a. C., no mucho tiempo antes del asedio de los babilonios y la captura de Jerusalén.

### Autor
Habacuc se identifica a sí mismo como un profeta en el primer versículo. Debido a la naturaleza litúrgica del libro de Habacuc, existen algunos estudiosos que piensan que el autor pudo haber sido un profeta del templo. Los profetas del templo son descritos en 1 Crónicas 25:1 como usando las liras, arpas y címbalos. Algunos piensan que se hace eco de esto en Habacuc 3:19b, y que Habacuc pudo haber sido un levita y cantor en el Templo.
No hay información biográfica sobre el profeta Habacuc; de hecho, se sabe menos acerca de él que de cualquier otro escritor de la Biblia. La única información canónica que existe proviene del libro que lleva su nombre. Su nombre proviene ya sea de la palabra hebrea חבק (javak) que significa «abrazar» o bien de una palabra acadia hambakûku, usada para describir un tipo de planta.
Aunque su nombre no aparece en ninguna otra parte de la Biblia judía, la tradición rabínica sostiene que Habacuc era el hijo de la mujer sunamita, que fue devuelto a la vida por Eliseo en 2 Reyes 4:16. El profeta Habacuc también es mencionado en el relato de Bel y el Dragón, que forma parte de las adiciones deuterocanónicas a Daniel en una sección al final de ese libro. En el sobrescrito de la versión en griego antiguo, Habacuc es llamado hijo de Josué, de la tribu de Leví. En este libro Habacuc es llevado por un ángel a Babilonia para proporcionar a Daniel algo de comida mientras está en el foso de los leones.

### Contexto histórico

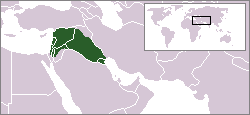
El Imperio caldeo alrededor del año 600 a. C.

No se sabe cuándo Habacuc vivió y predicó, pero la referencia al ascenso y el avance de los caldeos en Habacuc 1:6-11 lo ubica entre mediados y finales del siglo VII a. C. Un período posible podría ser durante el reinado de Joacim, entre los años 609–598 a. C. El fundamento de esta fecha es que durante su reinado los babilonios estaban creciendo en poder. Los babilonios marcharon contra Jerusalén en 598 a. C. Joacim murió mientras que los babilonios marchaban hacia Jerusalén y su hijo de 18 años de edad, Joaquín, asumió el trono. A la llegada de los babilonios, Joaquín y sus asesores rindieron Jerusalén después de un corto tiempo. Con la transición de los gobernantes, la juventud y la falta de experiencia de Joaquín no fueron capaces de enfrentarse a las fuerzas caldeas. Hay un sentido de un conocimiento íntimo de la brutalidad de Babilonia en Habacuc 1:12-17.

## Descripción general
El libro de Habacuc es un libro del Tanaj (Antiguo Testamento) y se sitúa octavo en una sección conocida como los 12 profetas menores de los textos masorético y griego. En el listado masorético, sigue a Nahum y precede a Sofonías, que son considerados como sus contemporáneos.
El libro consta de tres capítulos y el libro se divide claramente en tres géneros diferentes:
- Una discusión entre Dios y Habacuc.
- Un oráculo de la aflicción.
- Un Salmo.

## Temas
El tema principal de Habacuc trata de crecer a partir de una fe perpleja y débil a la altura de la confianza absoluta en Dios. Habacuc escribe sus preocupaciones por el hecho de que Dios usará el imperio babilónico para ejecutar juicio sobre Judá por sus pecados.
Habacuc es el único entre los profetas que cuestiona abiertamente la sabiduría de Dios. En la primera parte del primer capítulo, el profeta ve la injusticia entre su pueblo y le pregunta a Dios por qué no toma medidas. (¿Hasta cuándo, oh Yahweh, clamaré, y no oirás; y daré voces a ti a causa de la violencia, y no salvarás?, Habacuc 1:2).
En la parte central del capítulo 1, Dios explica que enviará los caldeos para castigar a su pueblo. (Mirad entre las naciones, y ved, y asombraos; porque haré una obra en vuestros días, que aun cuando se os contare, no la creeréis. Porque he aquí, yo levanto a los caldeos, nación cruel y presurosa, que camina por la anchura de la tierra para poseer las moradas ajenas, Habacuc 1:5-6).
Una de las «Dieciocho Enmiendas a las Escrituras Hebreas» aparece en Habacuc 1:12 (en realidad, existían más de dieciocho). De acuerdo con los escribas judíos profesionales, los soferim, el texto de 1:12 fue cambiado de «Tú [Dios] no mueres» a «No moriremos».
En la parte final del primer capítulo, el profeta expresa consternación por la elección de Dios del instrumento para el juicio. (Muy limpio eres de ojos para ver el mal, ni puedes ver el agravio; ¿Por qué ves a los menospreciadores, y callas cuando destruye el impío al más justo que él, y haces que sean los hombres como los peces del mar, como reptiles que no tienen quien los gobierne?, Habacuc 1:13-14).
En el capítulo 2, se espera la respuesta de Dios a su desafío. Dios explica que Él también juzgará a los caldeos, y mucho más duramente. (Por cuanto tú has despojado a muchas naciones, todos los otros pueblos te despojarán, a causa de la sangre de los hombres, y de los robos de la tierra, de las ciudades y de todos los que habitan en ellas. ¡Ay del que codicia injusta ganancia para su casa, para poner en alto su nido, para escaparse del poder del mal!, Habacuc 2:8-9).
Por último, en el capítulo 3, Habacuc expresa su fe última en Dios, incluso si él no entiende completamente. (Aunque la higuera no florezca, ni en las vides haya frutos, aunque falte el producto del olivo, y los labrados no den mantenimiento, y las ovejas sean quitadas de la majada, y no haya vacas en los corrales; con todo, yo me alegraré en Yahweh, y me gozaré en el Dios de mi salvación, Habacuc 3:17-18).

## Importancia
El libro de Habacuc es aceptado como canónico por los adherentes de las religiones judía y cristiana. Un comentario sobre los dos primeros capítulos del libro se encontró entre los Rollos del Mar Muerto en Qumrán. Los pasajes de Habacuc son citados por los autores del Nuevo Testamento, y su mensaje ha inspirado a escritores modernos de himnos cristianos.

### Judaísmo
El libro de Habacuc es el octavo libro de los Doce Profetas de la Biblia hebrea, y esta colección aparece en todas las copias de los textos de la Septuaginta, la traducción al griego antiguo de la Biblia hebrea completada en el año 132 a. C. Del mismo modo, el libro del Sirácida (o Eclesiástico), también escrito en el siglo II a. C., menciona a «los Doce Profetas».
Una copia parcial del propio Habacuc está incluido en el Comentario de Habacuc, un pesher encontrado entre los siete manuscritos del Mar Muerto originales descubiertos en 1947. El comentario contiene una copia de los dos primeros capítulos de Habacuc, pero no del tercer capítulo. El escritor del pesher traza una comparación entre la invasión babilónica del texto original y la amenaza romana del propio período del escritor. Lo que es aún más importante es que el comentario en el pesher cita el texto del propio Habacuc. Las divergencias entre el texto hebreo del rollo y el texto masorético estándar son sorprendentemente mínimas. Las mayores diferencias son el orden de palabras, las pequeñas variaciones gramaticales, adición u omisión de conjunciones, y las variaciones de ortografía, pero estos son lo suficientemente pequeñas para no dañar el significado del texto.
Algunos estudiosos sugieren que el capítulo 3 puede ser una adición independiente posterior en el libro, en parte porque no se incluye entre los Rollos del Mar Muerto. Sin embargo, en este capítulo aparece en todas las copias de la Septuaginta, así como en los textos desde tan temprano como el siglo III a. C. Este último capítulo es una alabanza poética de Dios, y tiene algunas similitudes con los textos que se encuentran en el libro de Daniel. Sin embargo, el hecho de que el tercer capítulo está escrito en un estilo diferente, como una pieza litúrgica, no necesariamente significa que Habacuc no fue también su autor. Su omisión en los Rollos del Mar Muerto se atribuye a la incapacidad de la secta de Qumrán para encajar la teología de Habacuc, con su propio punto de vista cerrado.

### Cristianismo

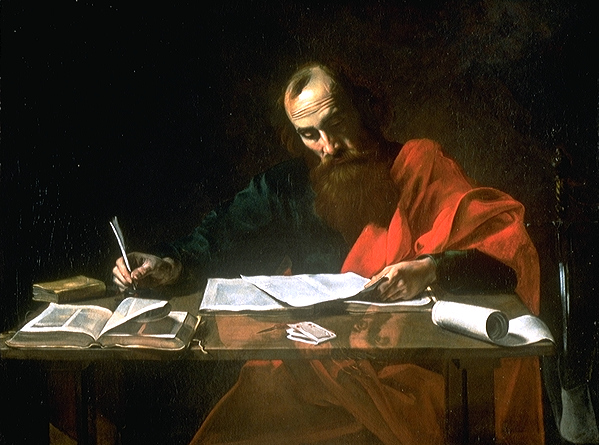
San Pablo Escribiendo Sus Epístolas, pintura del.

La segunda mitad de Habacuc 2:4 es citada por algunos de los primeros escritores cristianos. Aunque este pasaje consta de solamente tres palabras en el original hebreo, es citado tres veces en el Nuevo Testamento. El apóstol Pablo cita este verso dos veces en sus epístolas: en Romanos 1:17 y nuevamente en Gálatas 3:11. De este modo, Pablo amplía el concepto original de Habacuc de una vida recta en la actualidad a una vida futura. El mismo verso es citado en Hebreos 10:37-38, donde la visión de Habacuc está vinculada a Cristo y se utiliza para consolar a la iglesia durante un período de persecución. Estas tres epístolas son consideradas como «los tres grandes libros doctrinales del Nuevo Testamento», y la declaración de Habacuc acerca de la fe constituye la columna vertebral de cada libro.
Los himnos cristianos modernos se han inspirado en las palabras del profeta Habacuc. El himno cristiano El Señor está en Su Santo Templo [The Lord is in His Holy Temple], escrito en 1900 por William J. Kirkpatrick, se basa en Habacuc 2:20. El cuarto verso del himno de William Cowper A veces una luz sorprende [Sometimes a Light Surprises], escrito en 1779, cita a Habacuc 3:17-18.

Though vine nor fig-tree neither,

Their wonted fruit shall bear,

Though all the field should wither,

Nor flocks nor herds be there;

Yet God the same abiding,

His praise shall tune my voice,

For, while in Him confiding,

I cannot but rejoice.
—William Cowper, 1779.

### Manuscritos históricos
- The Commentary on Habakkuk Scroll, The Digital Dead Sea Scrolls, auspiciada por el Museo de Israel, Jerusalén.

### Traducciones judías (en inglés)
- Chavakuk – Habakkuk (Judaica Press), traducción [con el comentario de Rashi] en Chabad.org

### Traducciones cristianas
- Traducción interlineal hebreo-español de los libros proféticos.
- Traducciones cristianas al español en biblegateway.com (La Biblia de las Américas; Dios Habla Hoy; Jubilee Bible 2000; Nueva Biblia al Día; Nueva Biblia Latinoamericana de Hoy; Nueva Traducción Viviente; Nueva Versión Internacional; Nueva Versión Internacional; Palabra de Dios para Todos; Reina Valera Contemporánea; Reina-Valera 1960; Reina Valera 1977; Reina-Valera 1995; Reina-Valera Antigua; Traducción en lenguaje actual).

### Más información (en inglés)
- A Brief Introduction to The Prophecy of Habakkuk for Contemporary Readers (perspectiva cristiana).
- Introduction to the book of Habakkuk desde NIV Study Bible.

- Wikisource contiene obras originales de o sobre Libro de Habacuc.

| Predecesor: Libro de Nahum | Libro del Tanaj/Antiguo Testamento Habacuc | Sucesor: Libro de Sofonías |

- Datos: Q179760
- Multimedia: Book of Habakkuk / Q179760